# Haritalodes amboinensis
Haritalodes amboinensis is een vlinder uit de familie van de grasmotten (Crambidae). De wetenschappelijke naam van deze soort is voor het eerst gepubliceerd in 2005 door Patrice Leraut.
Deze soort komt voor in Indonesië (Ambon).